# 終わりなき歌

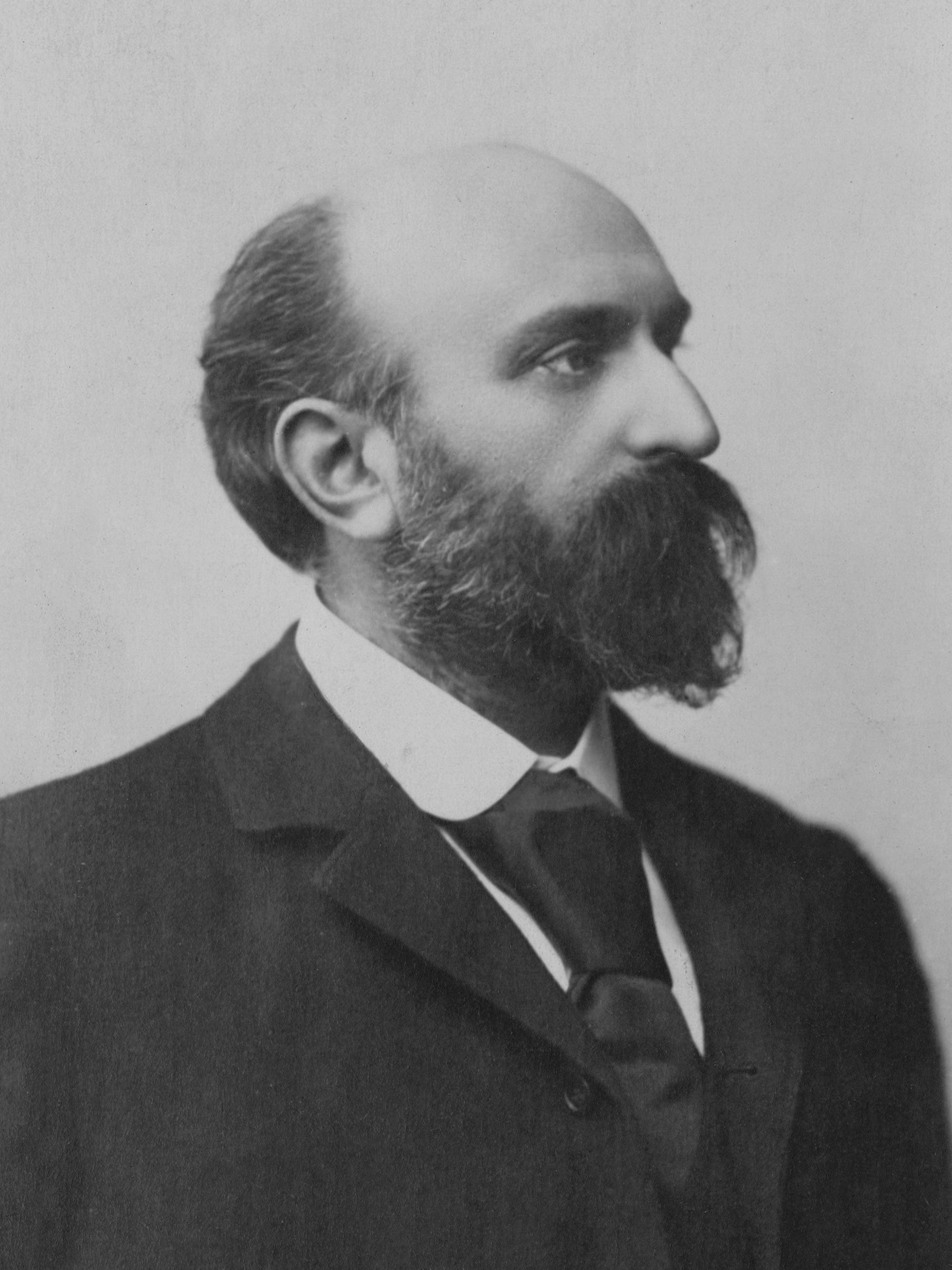
エルネスト・ショーソン

『終わりなき歌』（おわりなきうた、仏:  Chanson perpétuelle ）作品37は、エルネスト・ショーソンが1898年に作曲した歌曲である。『果てしなき歌』または『果てしない歌』とも表記される。ピアノ伴奏のほかにピアノと弦楽四重奏による伴奏、さらに管弦楽伴奏も用意されているが、ピアノと弦楽四重奏の伴奏による演奏が一般的になっている。象徴派の詩人シャルル・クロスの詩『夜想曲』（Nocturne）に基づいて作曲された。独唱はソプラノまたはメゾ・ソプラノによって歌われる。

## 概要

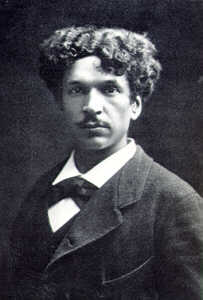
シャルル・クロス

本作はショーソンの不幸な死の前年にあたる1898年 12月17日に完成し、彼の最後の歌曲となった。この曲は『愛と海の詩』と並んでショーソンの最も人気があると共に重要な作品でもある。彼の唯一のオペラ『アルテュス王』(1886-1895年)はこの二つの作品の間に作曲されている。この時期、ショーソンはメーテルリンク、ジャン・モレアス、ポール・ヴェルレーヌといった象徴派の詩人たちやオディロン・ルドンやカリエールといった画家との交流が盛んになってきており、ショーソンの音楽表現が飛翔しつつあった。初演は1899年 1月28日にル・アーブルにてジャンヌ・ロネー（Jeanne Rauney）の歌唱によって行われ、曲自体も彼女に献呈された。
ショーソンの研究家ジャン・ガロワは「『終わりなき歌』は愛を、しかも特に不幸な愛を歌っている。オーケストラの深みから湧き起こる長い嘆き、原詩の鮮烈に彩られた言葉を良く生かしている緩やかな旋律の顫音、多様な転調とリズムの中断、以上の要素が一緒になってこの最後の歌曲を、この音楽家の最上の作品の一つ、彼を最も良く見出すことの作品に仕立て上げている」と評している。
『ラルース世界音楽事典』は「文学的主題と音楽的構成も両面において、この作品の7年前に書かれた3部作『愛と海の詩』よりさらに発展している。不幸な愛について長々と嘆くこの曲はゆっくりとした旋律の微妙な揺れの中で、色彩感溢れる詩をはっきりと聞かせている。リズムの変化と頻繁な転調により、また様式の厳密さとその多彩な書法においてオーケストラ伴奏付歌曲の新しい道を切り開いている」と解説している。

## 演奏時間
7から8分。

## 歌詞
Bois frissonnants, ciel étoilé

Mon bien-aimé s'en est allé

Emportant mon cœur désolé. 

Vents, que vos plaintives rumeurs,

Que vos chants, rossignols charmeurs,

Aillent lui dire que je meurs. 

Le premier soir qu'il vint ici,

Mon âme fut à sa merci;

De fierté je n'eus plus souci. 

Mes regards étaient pleins d'aveux.

Il me prit dans ses bras nerveux

Et me baisa près des cheveux. 

J'en eus un grand frémissement.

Et puis je ne sais plus comment

Il est devenu mon amant. 

Je lui disais: "Tu m'aimeras

Aussi longtemps que tu pourras."

Je ne dormais bien qu'en ses bras. 

Mais lui, sentant son cœur éteint,

S'en est allé l'autre matin

Sans moi, dans un pays lointain. 

Puisque je n'ai plus mon ami,

Je mourrai dans l'étang, parmi

Les fleurs sous le flot endormi. 

Sur le bord arrivée, au vent

Je dirai son nom, en rêvant

Que là je l'attendis souvent. 

Et comme en un linceul doré,

Dans mes cheveux défaits, au gré

Du vent je m'abandonnerai. 

Les bonheurs passés verseront

Leur douce lueur sur mon front,

Et les joncs verts m'enlaceront. 

Et mon sein croira, frémissant

Sous l'enlacement caressant,

Subir l'étreinte de l'absent. 
森はざわめき、空には星が輝く

私の愛する人は去って行った

悲しみに打ちひしがれる私の心を持って。

風よ、お前たちの嘆くようなざわめきと、

魅惑的な夜鶯よ、お前の歌で

あの人に知らせておくれ、私は死ぬと。

彼が初めてここに来た夜、

私の魂は彼の思いのままだった。

自尊心も何もなくしてしまった

私の眼差しは、多くの想いに満ちていた。

彼は私をその震える腕で抱きしめた

私の髪のそばに口づけをした。

私は全身が激しく震え

それから彼がどのように私の恋人になったのか

私は分からくなった。

私は彼に言った 「あなたが愛せる限り

私を愛して」と、それから

彼の腕の中でないと良く眠れなくなった

だけど彼は、愛情が冷めてしまって、

ある朝に立ち去ってしまった

私を一人残して、遠い国へ。

私にはもう友人はいないのだから

私は池に身を投げて死んでしまおう

水の下の花の間で眠ろう

池の岸に辿りついて、風を受け

夢を見ているかのように、彼の名を呼ぶ

そこで彼をひたすら待ちながら

金色の屍衣をまとうかのように

乱れた髪のままに、風のなせるままに

身投げしてしまおう。

過ぎ去った幸福が私の脳裏を

微かな光のようによぎるだろう

そして私は緑の葦の中に沈んでゆく。

そして私の胸は震えながらも

絡みつく葦の愛撫を去って行ったあの人の

愛撫なのだと感じるだろう。
訳は散文的な意訳。

## 主な録音
| 年   | 独唱                       | ピアノ 室内楽団 | レーベル                                 |
| ---- | -------------------------- | --- | ---------------------------------------- |
| 1966 | アンドレ・エスポジート     | ピエール・バルビゼ パレナン弦楽四重奏団 | CD: EMI ASIN: B00000DOBP                 |
| 1966 | ジャネット・ベイカー       | ラマー・クローソン（ピアノ） メロス・アンサンブル | CD: DECCA ASIN: B00000E46P               |
| 1983 | ジェシー・ノーマン         | ミシェル・ダルベルト（ピアノ） ロナルド・パターソン（1stVn） サルバト－レ・サンサローネ（2ndVn） ジャン=ピエール・ピジェール（Vla） レーン・アンダーソン（Vlc） | CD: Erato ASIN: B000005E6G               |
| 1992 | ニコール・デュシュマン     | ジャニーヌ・ラシャンス アレクサンダー四重奏団 | CD: ECLECTRA ASIN: B00000BKF6            |
| 1995 | ナタリー・シュトゥッツマン | インゲル・ゼーデルグレン | CD: BGM ASIN: B00005EG7R ピアノ伴奏版    |
| 1995 | サンドリーヌ・ピオー       | ビリー・エイディ（ピアノ） ルートヴィヒ四重奏団 | CD: Timpani ASIN: B000001YNO             |
| 1999 | ソフィー・コッシュ         | ソフィー・レイノー カスタニェリ弦楽四重奏団 | CD: Le Chant du Monde ASIN: B00004TQPY   |
| 1999 | アン・マレー               | グレアム・ジョンソン チリンギリアン弦楽四重奏団 | CD: Hyperion ASIN: B00004RITI            |
| 2009 | サンドリーヌ・ピオー       | フィリップ・ビアンコーニ パリジ四重奏団 | CD: Mercury ASIN: B00DFSW7I2             |
| 2009 | サロメ・アレール           | ニコラ・クリュジェ（ピアノ） マンフレッド弦楽四重奏団 | CD: Zig Zag Territories ASIN: B003AYPMMY |
| 2014 | ナタリー・デセイ           | フィリップ・カサール（ピアノ） エベーヌ四重奏団 | CD: ERATO ASIN: B010ODP5DE               |
| 2016 | ケイト・リンジー           | アルフォンス・スマン（ピアノ） ヴァン・カイック四重奏団 | CD: Alpha(france) ASIN: B000VWYUPI       |